# Spiru Haret
Spiru Haret, romunski matematik, fizik, astronom in politik, * 15. februar 1851, Iaşi, † 17. december 1912.